# Padre (film 1934)
Padre (Sorrell and Son) è un film del 1934 (o del 1933) diretto da Jack Raymond basato su un romanzo omonimo del 1925 di Warwick Deeping, che fu un bestseller tra la fine degli anni venti e trenta; è il remake dell'omonimo film muto del 1927, andato perduto, di Herbert Brenon.

## Produzione
A interpretare i ruoli principali furono chiamati H.B. Warner (il padre), che lo aveva interpretato anche nel film del 1927, Margot Grahame (la madre) e Peter Penrose / Hugh Williams (il figlio).
La storia ha avuto un altro remake nel 1984 come miniserie televisiva britannica, con Richard Pasco (il padre), Gwen Watford (la madre), e Paul Critchley / Peter Chelsom (il figlio).